# Simplified Aid for EVA Rescue

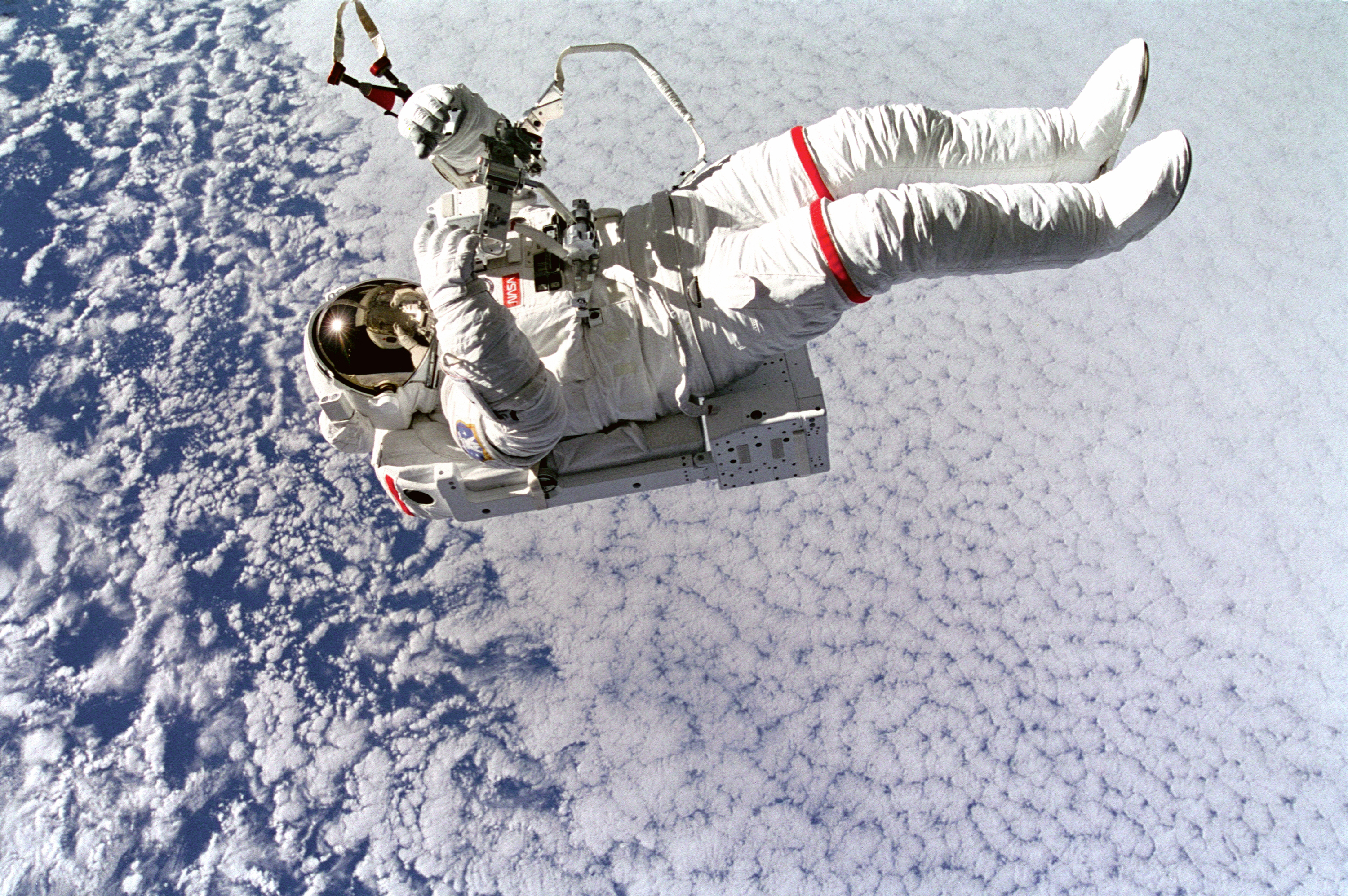
Astronaut Mark Lee schwebt mit Hilfe des SAFER-Systems frei im All

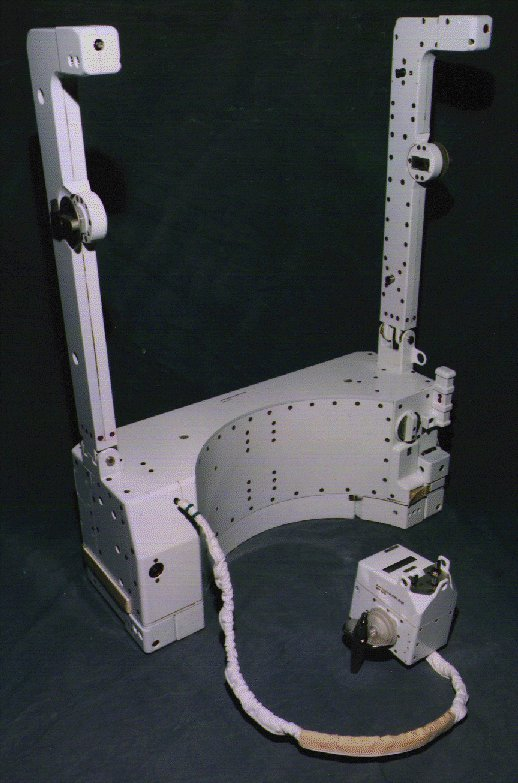
SAFER

SAFER (Simplified Aid for EVA Rescue – vereinfachte Hilfe zur EVA-Rettung) ist ein kleines Rucksacksystem für Weltraumaußenarbeiten (EVA) mit amerikanischen Raumanzügen vom Space Shuttle oder der Internationalen Raumstation. Es ist der Nachfolger der Manned Maneuvering Unit (MMU) und nur zum Einsatz im Notfall gedacht.
SAFER ist als Selbsthilfesystem konzipiert, mit dem sich der Astronaut wieder zurück zum Raumfahrzeug manövrieren kann, wenn die Sicherungsleine reißen sollte und keine fremde Hilfe in der Nähe ist. Es wird bei jeder EVA zusammen mit dem amerikanischen EMU-Raumanzug (Extravehicular Mobility Unit, etwa Einheit zur Bewegung außerhalb des Gefährts) getragen.
SAFER wird auf dem Rücken des Raumfahrers am EMU-Tornister befestigt, der das Lebenserhaltungssystem beinhaltet. Die Einheit besteht aus einem 35 cm hohen, 66 cm breiten und 25 cm tiefen Kasten, an dem zwei Arme an jeder Seite emporragen, die jeweils 53 cm hoch sind. Jeder Arm ist mit zwölf kleinen Kaltgastriebwerken ausgestattet, die mit Stickstoff arbeiten. Die Gesamtmasse beträgt 38,5 kg (inklusive 1,4 kg Gas). Mit SAFER kann der Astronaut eine Geschwindigkeitsänderung von bis zu 3,0 m/s erreichen.
Die Entwicklung des Systems erfolgte am Johnson Space Center. Erstmals wurde SAFER im September 1994 von den Astronauten Mark Lee und Carl Meade während der Mission STS-64 benutzt, wobei ein Testflug ohne Leine erfolgte. Einen weiteren Test führten Jeff Wisoff und Mike Lopez-Alegria im Oktober 2000 bei STS-92 durch.